# Colin Hawkins
Colin Hawkins (Galway, 17 agosto 1977) è un allenatore di calcio ed ex calciatore irlandese, di ruolo difensore.

## Carriera

### Club
Ha vinto il titolo nazionale con tutte e tre le big irlandesi, ovvero St. Patrick's Athletic, Bohemians e Shelbourne.

### Nazionale
Nel 1997 ha disputato 7 partite al campionato mondiale di calcio under-20, vincendo il bronzo.

## Palmarès
- Campionato irlandese: 4

St. Patrick's Athletic: 1997-1998, 1998-1999
Bohemians: 2002-2003
Shelbourne: 2006